# 松浦矩
松浦 矩（まつら ただし）は、江戸時代中期から後期にかけての大名。肥前国平戸新田藩の第6代藩主。5代藩主・松浦宝の長男。

## 略歴
天明3年（1783年）7月2日、父・宝の死去により、家督を継ぐ。天明5年（1785年）11月1日、10代将軍徳川家治に御目見する。天明7年（1787年）3月18日、従五位下・大和守に叙任する。
享和3年（1803年）4月に36歳で死去した。嗣子がなかったため、一門から良が婿養子に迎えられ跡を継いだ。

## 系譜
父母
- 松浦宝（父）

正室
- 永井直温の娘

子女
- 松浦良正室

養子
- 松浦良 ー 松浦義信[1]の子